# Râmnicu Sărat
Râmnicu Sărat (in tedesco Rümnick) è un municipio della Romania di 39 950 abitanti, ubicato nel distretto di Buzău, nella regione storica della Muntenia.

## Storia
La prima attestazione documentata dell'esistenza della città risale alla concessione di un privilegio commerciale a dei mercanti polacchi, russi e moldovani rilasciata da Vlad II Dracul l'8 settembre 1439.
La città e l'area circostante furono teatro di numerose battaglie tra la Valacchia e l'Impero ottomano, e sempre nei dintorni ebbe luogo la Battaglia di Rymnik nel 1789, nella quale un esercito composto da soldati dell'Impero russo e della Monarchia asburgica, comandato da Aleksandr Vasil'evič Suvorov, sconfisse le forze Ottomane durante la guerra russo-turca.
In città rimangono ben pochi edifici anteriori al XIX secolo, in quanto essa venne pressoché completamente distrutta da un incendio nel 1854.